# Poiana, Galați
Poiana este satul de reședință al comunei cu același nume din județul Galați, Moldova, România. În apropierea satului a fost identificată o așezare dacică, Piroboridava, capitala regelui costobocilor Pieporus, folosită mai târziu de către romani drept castru, pentru supravegherea drumului imperial roman de lângă Siret care făcea legătura între castrul Brețcu din Transilvania și castrul de la Bărboși de lângă Galați.